# 오동운
오동운(吳東運, 1969년 8월 15일 ~)은 대한민국의 법조인으로, 제2대 고위공직자범죄수사처장이다.
1969년 8월 15일 경상남도 산청군에서 3남 2녀 중 막내로 태어났다. 서울대학교 독어독문학과를 졸업하고, 서울대학교 대학원 재학중 1995년 제37회 사법시험에 합격했다. 
1998년 사법연수원 27기 수료후, 부산지방법원에서 판사생활을 시작하였다. 이후 울산지방법원, 인천지방법원, 서울중앙지방법원, 서울고등법원, 서울서부지방법원 판사를 역임한후 2013년 부장판사로 승진하여 울산지방법원 부장판사, 수원지방법원 성남지원 부장판사를 역임하였다. 2017년 판사직을 사직한후, 법무법인(유한) 금성 변호사로 활동하였다.
2024년 4월 26일 윤석열 대통령에 의해 제2대 고위공직자범죄수사처장 후보자로 지명되었다. 그리고 2024년 5월 17일 인사청문회를 거쳐, 2024년 5월 21일 보고서가 채택되어 제2대 고위공직자범죄수처장으로 임명되었다. 

## 학력
- 1988년: 낙동고등학교 졸업
- 1992년: 서울대학교 인문대학 독어독문학과 학사
- 2008년: 서울대학교 대학원 법학 석사

## 경력
- 1995년: 제37회 사법시험 합격
- 1998년: 사법연수원 27기 수료
- 1998년 2월~2000년 2월: 부산지방법원 예비판사
- 2000년 3월~2002년 2월: 부산지방법원 판사
- 2002년 2월~2003년 2월: 울산지방법원 판사
- 2003년 2월~2006년 2월: 인천지방법원 판사
- 2006년 2월~2008년 2월: 서울남부지방법원 판사
- 2008년 2월~2009년 2월: 서울중앙지방법원 판사
- 2008년 6월~2008년 11월: 통일부 파견
- 2009년 2월~2012년 2월: 서울고등법원 판사
- 2010년 2월~2012년 2월: 헌법재판소 파견
- 2012년 2월~2013년 2월: 서울서부지방법원 판사
- 2013년 2월~2016년 2월: 울산지방법원 부장판사
- 2016년 2월~2017년 2월: 수원지방법원 성남지원 부장판사
- 2017년 2월~2024년 5월: 법무법인(유한) 금성 변호사
- 2017년 9월~2019년 8월: 성동세무서 국세심사위원
- 2019년 4월~2022년 4월: 인천지방국세청 조세법률고문
- 2019년 10월~2021년 9월: 성동세무서 국세심사위원
- 2024년 5월~: 제2대 고위공직자범죄수사처장

| 전임 김진욱 | 제2대 고위공직자범죄수사처 처장 2024년 5월 21일~ |  |